# Střídá se kapitán
Střídá se kapitán je dětská kniha od Bohumila Říhy. Vydána byla v roce 1969 Státním nakladatelstvím dětské knihy.

## Úryvek
„To znamená“, prohlásil Michal „že zásobu potravin si neseme v žaludku až do příštího večera. Do té doby není kapitán povinen obstarávat proviant a mužstvo Rakety živit. Jako železnou zásobou si bereme dvanáct kostek cukru, z nichž sedm připadá na Zuzanu, čtyři na Renátu a jedna na mě.“
„Já jsem vytrénovaná z domova,“ souhlasila Renča, protože její tatínek občas prohlásil, že neměl čas obstarat něco k jídlu a že se ten den nebude jíst.

## Kapitoly
- Navzdory zemské tíži
- Teta Kristýna
- Jak vyhovět matce
- Rychle sestavil posádku
- ... a vyrazit na řeku
- První dobrodružství
- Renča se musí smát
- Michal padne do zajetí
- Za ním Renča, Zuzka i teta
- Útěk do tábora Starokmín
- Vzhůru za tátou !
- Přidá se k nim hříbě
- Renča nasedá do letadla
- Michal našel tátu
- Na pšeničném poli
- Ale co ten drát ?